# Platydesmus simplex
Platydesmus simplex är en mångfotingart som beskrevs av Chamberlin 1922. Platydesmus simplex ingår i släktet Platydesmus och familjen Platydesmidae. Inga underarter finns listade i Catalogue of Life.